# Puerto Montt
Puerto Montt je pristaniško mesto in občina v južnem Čilu, na severnem koncu reke Reloncaví v provinci Llanquihue, regiji Los Lagos, 1055 km južno od prestolnice Santiaga. Občina ima površino 1673 km²  in je leta 2002 imela 175.938 prebivalcev. Območje omejujejo občine Puerto Varas na severu, Cochamó na vzhodu in jugovzhodu, Calbuco na jugozahodu ter Maullín in Los Muermos na zahodu.
Puerto Montt, ki je bil ustanovljen pozno leta 1853 v času nemške kolonizacije v južnem Čilu, je zaradi svoje strateške lege na južnem koncu čilske Podolžne doline kmalu razširil v arhipelag Chiloé, ob jezerih Llanquihue in Nahuel Huapi in v Zahodno Patagonijo.
Puerto Montt je postal znan in se je znatno povečal zaradi vzpona Čila kot drugega največjega proizvajalca lososov v 1990-ih in 2000-ih. Vendar je čilska akvakulturna kriza poznega dvajsetega stoletja vsaj začasno povzročila hudo brezposelnost in izpostavila slabosti v lokalnem gospodarstvu. 
Mestna kulturna dediščina združuje elemente kulture Chiloé z nemško dediščino, čeprav je mesto v zadnjih 30 letih zaradi zaposlitvenih možnosti privabilo veliko število novincev iz celotnega Čila.

## Zgodovina
Kraj, kjer danes stoji mesto, je bil prvotno poraščen z gozdom in se je imenoval Melipulli ('Štirje hribi' v mapudungunu). Sredi 19. stoletja je bil izbran kot povezava med bližnjim jezerom Llanquihue in odprtim morjem. Izvoz je bil zaupan Bernardu Philipiju, nemškemu naravoslovcu in kartografu, a po njegovi smrti leta 1851 je Vicente Perez Rosales prevzel svoje dolžnosti in do konca septembra začel sekati drevesa pri Reloncaví z lokalnimi gozdarji iz Huarja, Maillena  Huelma in Calbuca. Do decembra, ko je bil gozd posekan, je bilo območje požgano, da bi zemljišče počistili v pričakovanju zaključka načrta poselitve . Mesto je bilo ustanovljeno 12. februarja 1853, potem ko se je priseljevanje iz Nemčije, ki ga je sprožila vlada in se je začelo leta 1848, končalo in je vlada regijo politično vključila v preostalo državo. Mesto je bilo poimenovano po Manuelu Monttu, predsedniku Čila med letoma 1851 in 1861, ki je začel nemško priseljevanje.
Leta 1912 je bilo mesto povezano z železnico s Santiagom in postalo pomembna točka vstopa v čilsko Patagonijo, pa tudi hitro rastočega komercialnega in transportnega razvoja. Do leta 1950 je imelo 27.500 prebivalcev, kar je pomembno povečalo demografijo in urbanizacijo. Potres, ki se je zgodil maja 1960, je uničil Puerto Montt, uničil je pristanišče, železniško postajo in številne stavbe. Sčasoma si je mesto opomoglo, tako da je nastalo novo, bolj moderno, bolj naseljeno, z bolj pomembnim mestnim središčem, pa tudi pristanišče nacionalnega pomena. 
Do leta 1979 je bil Puerto Montt nominiran in kasneje postal glavno mesto regije Los Lagos kot glavno upravno, politično in trgovsko središče v Južnem Čilu. 

## Geografíja
Puerto Montt leži na koncu Podolžne doline, kjer ta potone v Reloncaví zaradi čilske Patagonije; na zahodu meji na Predkordiljere. 

### Podnebje
Puerto Montt ima mokro oceansko podnebje (Köppen: Cfb) z močnim dežjem skozi vse leto, vendar je poletje bolj suho. Čeprav so temperature dosledno pod 25 ° C, so zmrzali zelo redke in se pojavljajo le nekajkrat na mesec pozimi. Za 41. vzporednikom je južni del bližje ekvatorju kot južnemu polu, zato je Puerto Montt veliko hladnejši od območij, ki so v notranjosti glede na poletne temperature, zaradi hladnih oceanskih tokov v bližini. To je še dodatno povezano s pomanjkanjem večje kopenske mase na tistem delu južne poloble. To pomeni, da ima Puerto Montt veliko hladnejše poletje kot območja na podobnih razdaljah od ekvatorja na severni polobli, edina izjema je severna obala Kalifornije, na katero vplivajo hladni pacifiški tokovi.

## Demografija
Po popisu Nacionalnega statističnega inštituta iz leta 2002 Puerto Montt obsega površino 1673 km², po popisu leta 2012 ima 218.858 prebivalcev (107.748 moških in 111.110 žensk). Od teh je 192.473 (87,9 %) živelo na urbanih območjih in 26.385 (12,1 %) na podeželskih območjih.

## Gospodarstvo
Puerto Montt je glavno mesto regije Los Lagos in province Llanquihue ter glavno morsko pristanišče na spodnjem koncu čilskega zahodnega kontinentalnega ozemlja. Mesto je glavno komercialno, storitveno in finančno vozlišče čilske severne Patagonije-Zona Austral. Kot glavno pristanišče geografskega območja velja za "glavno mesto" čilske Patagonije. 
Je tudi prehod na arhipelag Chiloé in otok Chiloé preko kanala Chacao in na številne druge manjše otoke v notranjskem morju arhipelaga Chiloé.
Mestno gospodarstvo zdaj temelji na kmetijstvu, govedoreji in gozdarstvu na okoliških otokih, ribolovu in ribogojstvu v ribogojnicah v fjordih in bližnjem Tihem oceanu.
Ribogojstvo lososa
Mesto je konfigurirano kot središče ene največjih ribogojnic lososov na svetu. Valilnice, ribogojnice in pakirnice so večinoma južno od mesta. Svež losos dnevno prepeljejo na svetovne trge, zamrznjenega pa pošiljajo preko oceana v vse namembne kraje. Izjemna rast v regiji, predvsem zaradi industrije lososov, pa tudi zaradi hitrega širjenja gozdarstva, govedoreje in turizma je dokazala ogromen gospodarski potencial Puerto Montta in njegove okolice.

## Znamenitosti
Tržnica v zalivu Angelmó in trg rib in morskih sadežev je znana po številnih jedeh, ki jih ponujajo bližnje kuhinje in po znanih obrteh. Angelmó je postal nesmrten v delu slikarja  Artura Pacheco Altamirana.
Prav tako je znan Pelluco spa, ki pomuja raznoliko kuhinjo in nočne klube, ki predstavljajo pomemben del boemskega mesta Puerto Montt.
V središču mesta je Mall Paseo del Mar, v obalnem delu je Paseo Costanera Mall, ki ju obišče približno en milijon obiskov vsak mesec.
Puerto Montt je pomemben tudi zato, ker je regionalno središče in zato sedež regionalne izvršilne in sodne oblasti. Mesto je most v južni Čile, saj iz njega odidejo letala in morske povezave do južnih regij Čila, v kraje kot so Coyhaique, Puerto Aysen, Puerto Natales in Punta Arenas, na katerega ni dostopa po čilskem ozemlju in zahteva prehod čez Argentino ali uporabo ladje. Puerto Montt je tudi najbližji arhipelagu Chiloé, ki je povezan s kopnim s trajekti in čolni različnih velikosti.
46 km od mesta je narodni park Alerce Andino in 56 km od Puerto Varasa je narodni park Vicente Pérez Rosales. V bližini mesta je tudi narodni rezervat Llanquihue, znan po znamenitostih, kot je vulkan Calbuco in bližnje jezero Chapo in različnih slapovih in drugih geografskih zanimivostih na njihovih pobočjih.

## Pobratena mesta
Puerto Montt je pobraten z:
- ARG Puerto Madryn (Argentina).[8]
- ESP Atapuerca (Burgos) (Španija).[9]
- CHN Qingdao (Kitajska).[10]
- CAN Quebec (Kanada).[11]

## Glejte tudi
- Seznam mest v Čilu